# Lindome församling
Lindome församling är en församling i Mölndals och Partille kontrakt i Göteborgs stift. Församlingen utgör ett eget pastorat och ligger i Mölndals kommun i Västra Götalands län.

## Administrativ historik
Församlingen har medeltida ursprung. Församlingen var till 1968 annexförsamling i pastoratet Tölö, Älvsåker och Lindome. Från 1968 utgör församlingen ett eget pastorat.

## Kyrkofullmäktige
Kyrkofullmäktige har 25 ledamöter, där fördelningen från 2021 var 
- 14 Samling för kyrkan i Lindome församling
- 8  Arbetarepartiet - Socialdemokraterna
- 3  Sverigedemokraterna (varav 2 obesatta)

Kyrkorådet har 7 ledamöter och 7 ersättare, förutom kyrkoherden och begravningsombud. 

## Kyrkor
- Lindome kyrka